# گیک راک
گیک راک (به انگلیسی: Geek rock) یک زیرژانر موسیقی است که از پاپ راک و آلترناتیو راک در گروه موسیقی نرد مشتق شده‌است.